# Resurrección de Lázaro

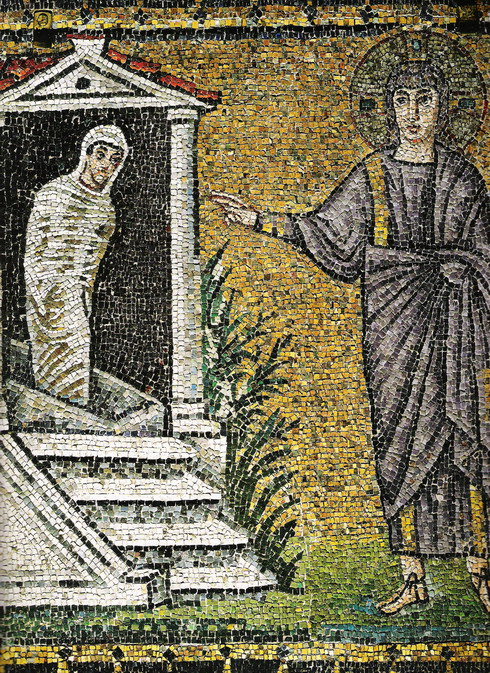
Mosaico bizantino de San Apolinar el Nuevo, Rávena.

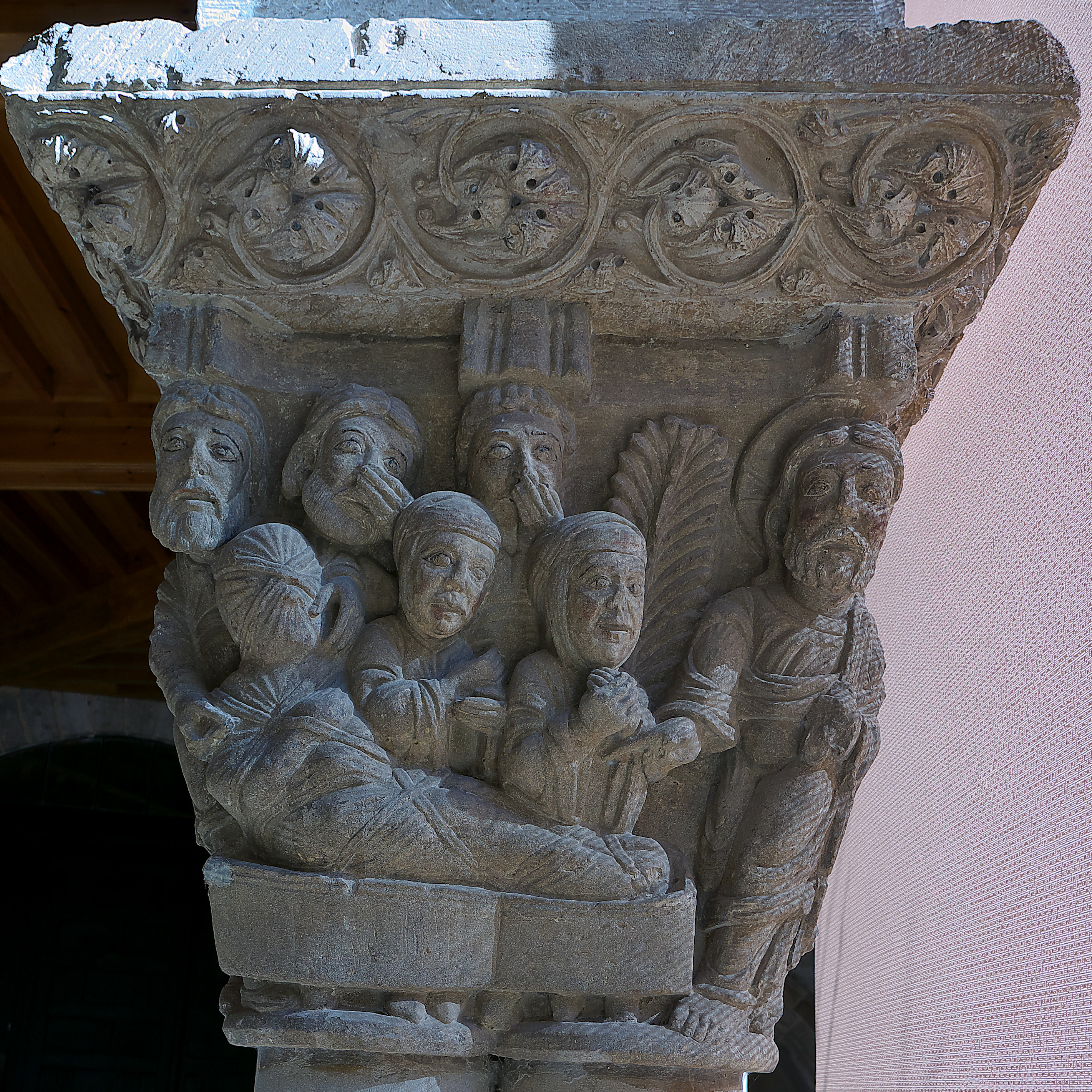
Claustro de la Catedral de Tudela

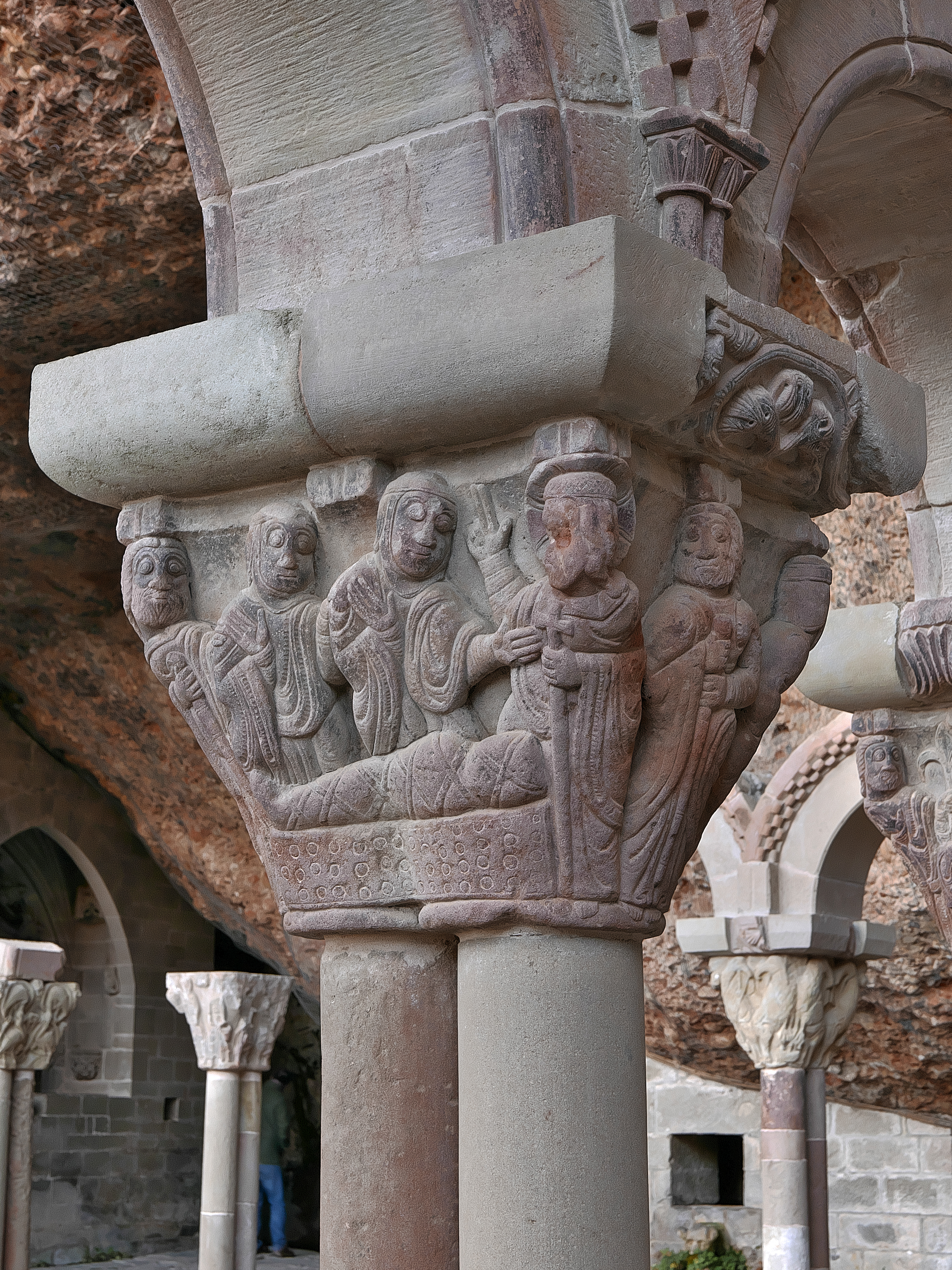
Claustro del Real Monasterio de San Juan de la Peña

La resurrección de Lázaro es uno de los milagros de Jesús y es el nombre de un tema iconográfico del arte cristiano muy frecuente en pintura.
Tiene como motivo la historia evangélica (Juan 11) de la resurrección de Lázaro de Betania, presentado como amigo de Jesucristo. Varias veces aparecen en los Evangelios visitas de Jesús a la casa de Lázaro, donde transcurre la historia de Marta y María.
En la última de estas visitas, Jesús llega cuando Lázaro ya se encontraba muerto y sepultado. Jesús hace abrir el sepulcro, y a una orden suya, Lázaro resucita.

## Texto bíblico
Había un enfermo que se llamaba Lázaro, de Betania, la aldea de María y de su hermana Marta. María era la que ungió al Señor con perfume y le secó los pies con sus cabellos; su hermano Lázaro había caído enfermo. Entonces las hermanas le enviaron este recado: —Señor, mira, aquel a quien amas está enfermo. Al oírlo, dijo Jesús: —Esta enfermedad no es de muerte, sino para gloria de Dios, a fin de que por ella sea glorificado el Hijo de Dios. Jesús amaba a Marta, a su hermana y a Lázaro. Aun cuando oyó que estaba enfermo, se quedó dos días más en el mismo lugar. Luego, después de esto, les dijo a sus discípulos: —Vamos otra vez a Judea. Le dijeron los discípulos: —Rabbí, hace poco te buscaban los judíos para lapidarte, y ¿vas a volver allí? —¿Acaso no son doce las horas del día? —respondió Jesús—. Si alguien camina de día no tropieza porque ve la luz de este mundo; pero si alguien camina de noche tropieza porque no tiene luz. Dijo esto, y a continuación añadió: —Lázaro, nuestro amigo, está dormido, pero voy a despertarle. Le dijeron entonces sus discípulos: —Señor, si está dormido se salvará. Jesús había hablado de su muerte, pero ellos pensaron que hablaba del sueño natural. Entonces Jesús les dijo claramente: —Lázaro ha muerto, y me alegro por vosotros de no haber estado allí, para que creáis; pero vayamos adonde está él. Tomás, el llamado Dídimo, les dijo a los otros discípulos: —Vayamos también nosotros y muramos con él. Al llegar Jesús, encontró que ya llevaba sepultado cuatro días. Betania distaba de Jerusalén como quince estadios. Muchos judíos habían ido a visitar a Marta y María para consolarlas por lo de su hermano. En cuanto Marta oyó que Jesús venía, salió a recibirle; María, en cambio, se quedó sentada en casa. Le dijo Marta a Jesús: —Señor, si hubieras estado aquí, no habría muerto mi hermano, pero incluso ahora sé que todo cuanto pidas a Dios, Dios te lo concederá. —Tu hermano resucitará —le dijo Jesús. Marta le respondió: —Ya sé que resucitará en la resurrección, en el último día. —Yo soy la Resurrección y la Vida —le dijo Jesús—; el que cree en mí, aunque hubiera muerto, vivirá, y todo el que vive y cree en mí no morirá para siempre. ¿Crees esto? —Sí, Señor —le contestó—. Yo creo que tú eres el Cristo, el Hijo de Dios, que has venido a este mundo. En cuanto dijo esto, fue a llamar a su hermana María, diciéndole en un aparte: —El Maestro está aquí y te llama. Ella, en cuanto lo oyó, se levantó enseguida y fue hacia él. Todavía no había llegado Jesús a la aldea, sino que se encontraba aún donde Marta le había salido al encuentro. Los judíos que estaban con ella en la casa y la consolaban, al ver que María se levantaba de repente y se marchaba, la siguieron pensando que iba al sepulcro a llorar allí. Entonces María llegó donde se encontraba Jesús y, al verle, se postró a sus pies y le dijo: —Señor, si hubieras estado aquí, no habría muerto mi hermano. Jesús, cuando la vio llorando y que los judíos que la acompañaban también lloraban, se estremeció por dentro, se conmovió y dijo: —¿Dónde le habéis puesto? Le contestaron: —Señor, ven a verlo. Jesús rompió a llorar. Decían entonces los judíos: —Mirad cuánto le amaba. Pero algunos de ellos dijeron: —Éste, que abrió los ojos del ciego, ¿no podía haber hecho que no muriera? Jesús, conmoviéndose de nuevo, fue al sepulcro. Era una cueva tapada con una piedra. Jesús dijo: —Quitad la piedra. Marta, la hermana del difunto, le dijo: —Señor, ya huele muy mal, pues lleva cuatro días. Le dijo Jesús: —¿No te he dicho que si crees verás la gloria de Dios? Retiraron entonces la piedra. Jesús, alzando los ojos hacia lo alto, dijo: —Padre, te doy gracias porque me has escuchado. Yo sabía que siempre me escuchas, pero lo he dicho por la muchedumbre que está alrededor, para que crean que Tú me enviaste. Y después de decir esto, gritó con voz fuerte: —¡Lázaro, sal afuera! Y el que estaba muerto salió con los pies y las manos atados con vendas, y con el rostro envuelto en un sudario. Jesús les dijo: —Desatadle y dejadle andar.

La expresión de Jesús "Levántate y anda", que en realidad aparece en otro milagro referido en los evangelios sinópticos (Mateo 9:5, Marcos 2:9 y Lucas 5:23), está asociada popularmente con este episodio, en gran parte por el poema de Gustavo Adolfo Bécquer El arpa (y una voz, como Lázaro espera / que le diga "Levántate y anda").

## Interpretación según la Iglesia católica
Con el milagro de la resurrección de Lázaro, Jesús enseña su poder sobre la muerte y, a la vez es signo de la resurrección futura de la humanidad y de cada uno de los individuos. El evangelista presenta en primer lugar las circunstancias del hecho y el diálogo de Jesús con las hermanas de Lázaro; después, la resurrección de éste a los cuatro días de su muerte. Betania distaba sólo unos 3 km de Jerusalén (v. 18). Jesús, en los días anteriores a su pasión, frecuentó la casa de esta familia, con la que tenía gran amistad. San Juan hace notar los sentimientos de afecto de Jesús (vv. 3.5.36) y su conocimiento anticipado de lo que iba a ocurrir (vv. 11.14).
En el diálogo con Marta (vv. 20-27) se encuentra una de las revelaciones más precisas sobre Jesús: Él es la Resurrección y la Vida. Es la Resurrección porque su victoria sobre la muerte es causa de la resurrección de todos los hombres. Es la Vida porque otorga al hombre la participación en la vida divina, que culminará en la vida eterna. De ahí que el cristiano pueda decir: «Porque la vida de tus fieles, Señor, no termina, se transforma, y, al deshacerse nuestra morada terrenal, adquirimos una mansión eterna en el cielo.». La fe de Marta es modelo de la nuestra: para resucitar y vivir con Cristo hay que creer en Él (vv. 26-27). La profundidad de los sentimientos de Cristo queda reflejada en las lágrimas que derrama por Lázaro (v. 35). 
Es éste el versículo más breve de toda la Biblia. Parece como si la misma división en versículos (realizada en el siglo XVI) quisiera solemnizar el llanto de Jesús, expresión de su verdadera Humanidad y testimonio del amor de Dios hacia los hombres. «Jesús es tu Amigo. —El Amigo. —Con corazón de carne, como el tuyo. —Con ojos, de mirar amabilísimo, que lloraron por Lázaro… —Y tanto como a Lázaro, te quiere a ti». El milagro va precedido por una oración de acción de gracias por parte de Jesús (vv. 41-42). El agradecimiento al Padre por haberle escuchado «implica que Jesús (…) pide de una manera constante. Debemos orar siempre con espíritu filial y con gratitud por los muchos beneficios recibidos de Dios Padre. Apoyada en la acción de gracias, la oración de Jesús nos revela cómo pedir: antes de que la petición sea otorgada, Jesús se adhiere a Aquél que da y que se da en sus dones. El Dador es más precioso que el don otorgado, es el “tesoro”, y en Él está el corazón de su Hijo; el don se otorga como “por añadidura” (cfr Mt 6,21.33)».
San Agustín ve en la resurrección de Lázaro una figura del Sacramento de la Penitencia: como Lázaro de la tumba «sales tú cuando te confiesas. Pues, ¿qué quiere decir salir sino manifestarse como viniendo de un lugar oculto? Mas para que te confieses, Dios da una gran voz, te llama con una gracia extraordinaria. Y así como el difunto salió aún atado, lo mismo el que va a confesarse todavía es reo. Para que quede desatado de sus pecados dijo el Señor a los ministros: Desatadle y dejadle andar. ¿Qué quiere decir desatadle y dejadle andar? Lo que desatareis en la tierra, será desatado también en el cielo (Mt 18,18)». «Atados con vendas» (v. 44). 
Los judíos amortajaban lavando y ungiendo el cuerpo del difunto con aromas para retardar algo la descomposición y atenuar el hedor; después envolvían el cadáver con lienzos y vendas, cubriéndole la cabeza con un sudario. Era un sistema parecido al que se empleaba en Egipto, pero sin proceder a un embalsamamiento completo que implicaba la extracción de ciertas vísceras.

## Iconografía

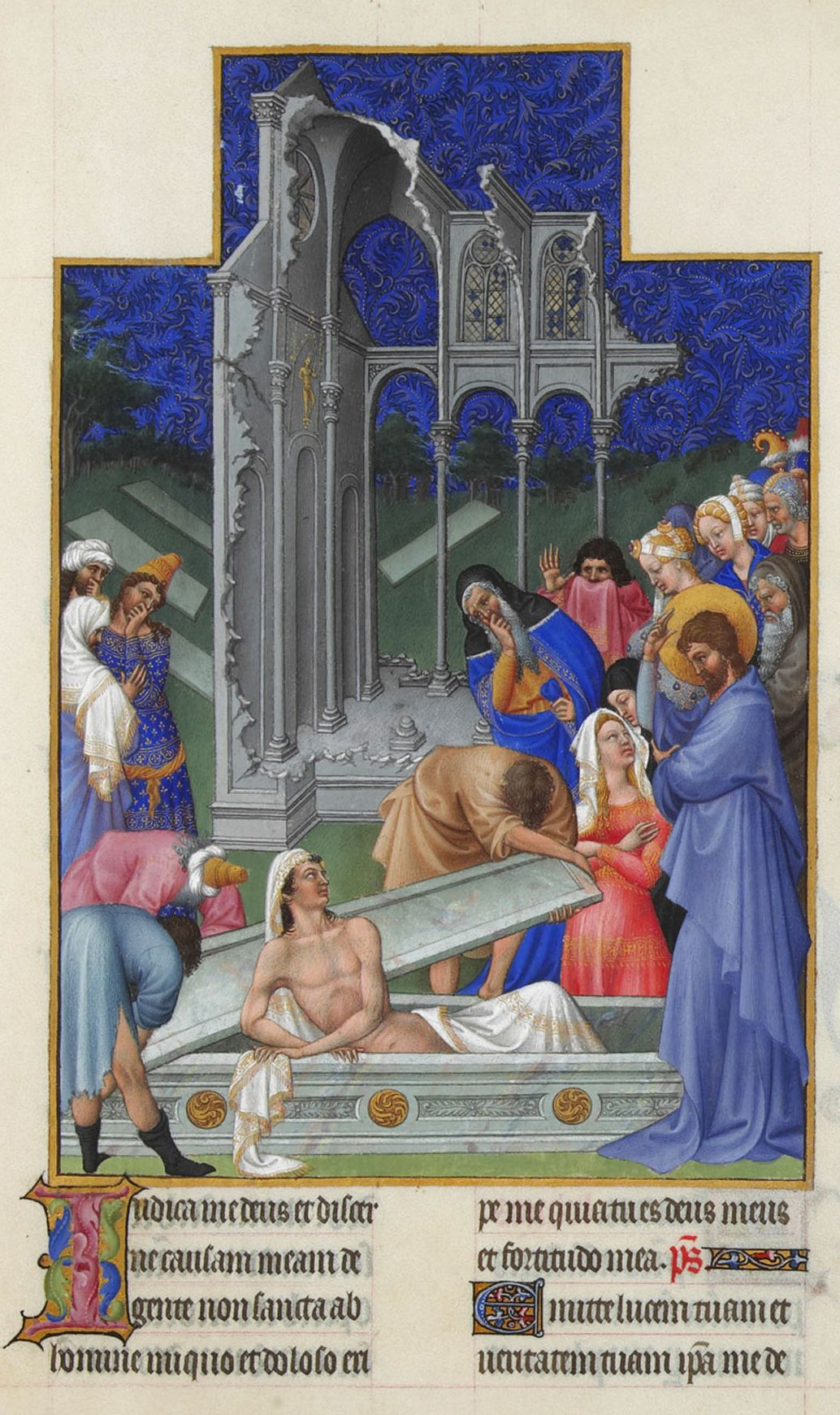
Les Très Riches Heures du duc de Berry.
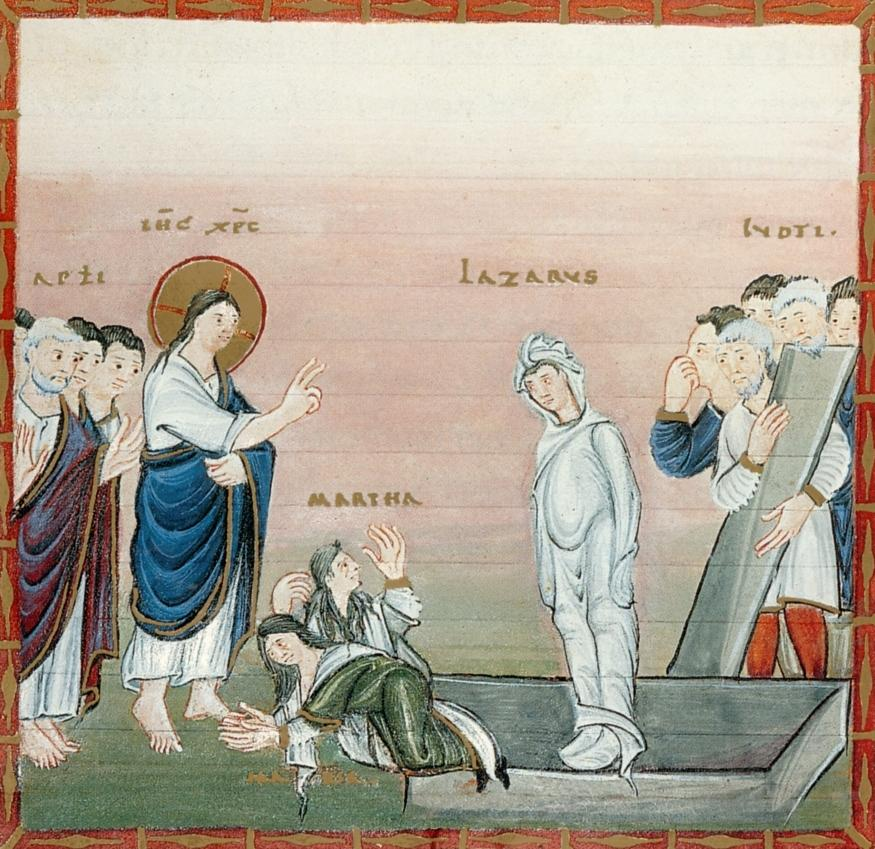
Codex Egberti.
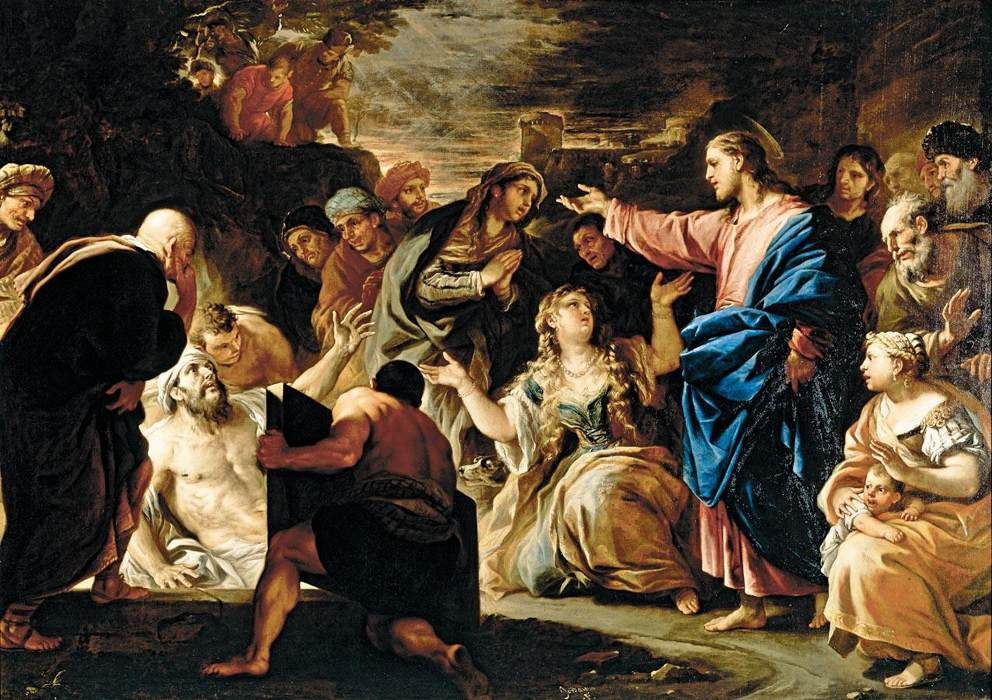
Luca Giordano.

- Resurrección de Lázaro (Giotto)
- Resurrección de Lázaro (Duccio)
- La resurrección de Lázaro (Caravaggio)
- Resurrección de Lázaro (Jouvenet)